# Félix Godefroid
Dieudonné Joseph Guillaume Félix Godefroid (Namen, 24 juli 1818 – Villers-sur-Mer, 12 juli 1897) was een Belgisch harpist en componist.
Hij was de jongste zoon van Dieudonné-Wéry Godefroid, multi-instrumentalist en muziekleraar aan de door hemzelf opgerichte muziekschool en van Marie-Catherine Gobiet, de dochter van een Naamse musicus. Dieudonné-Wéry werd in 1825 de eerste Naamse theaterdirecteur maar op het einde van het seizoen ging het theater failliet. Het gezin week uit naar het Franse Boulogne-sur-Mer waar vader Godefroid opnieuw een muziekschool begon. Félix Godefroid begon in 1832 met een studie aan het Conservatoire national supérieur de musique et de danse de Paris, nadat hij al eerder lessen had gekregen aan de muziekschool van zijn vader en van oudere broer Jules-Joseph. Hij kreeg er lessen van Victor Dourlen (compositie), Frédéric Kalkbrenner (piano), François Joseph Naderman (harp, waarmee hij muzikaal ruzie kreeg) en Théodore Labarre.
Dankzij de sterk verbeterde harp (dubbelpedaalharp) van Sébastien Érard die hij in 1840 had ontmoet, kon Godefroid een concertleven beginnen. Hij trok door heel Europa en het nabije Oosten. In 1844 hield hij een tournee in Nederland met optredens van Groningen tot aan Breda. Pas in 1847 kreeg Parijs hem te zien en te horen; hij vestigde zich aldaar. Inmiddels had hij de bijnaam "Paganini van de harp", een bijnaam refererend aan de vioolvirtuoos Niccolò Paganini.
Godefroid schreef ook een aantal werken, voornamelijk salonmuziek voor piano (Danses des Sylphes, ook een versie voor harp, in Nederland onder andere gespeeld door Rosa Spier) en/of harp (École mélodique pour la harpe, Études mélodiques), maar van hem zijn ook een opera (La harpe d’or) en een oratorium (La fille de Saul) bekend. Van zijn hand verscheen ook het leerboek Mes exercices pour la harp (1891) en zelf leidde hij een aantal harpisten op. Zijn belangrijkste leerlingen waren de uit Wales afkomstige John Thomas en de Luikenaar Alphonse Hasselmans.
Félicien Rops verzorgde in augustus 1856 een portret van hem. De stad Namen en omgeving kent iedere drie jaar een harpistenwedstrijd (Concours Godefroid). Félix Godefroid was gehuwd met de Engelse Elisabeth Bowles waarbij hij drie kinderen had. Zijn dochter Julia huwde in 1899 met Adolphe-Edouard Sax, de zoon van Adolphe Sax.
- Bibsys: 4081067
- Biblioteca Nacional de España: XX878591
- Bibliothèque nationale de France: cb14829567b (data)
- Catàleg d'autoritats de noms i títols de Catalunya: 981058523751806706
- Gemeinsame Normdatei: 116695714
- International Standard Name Identifier: 0000 0000 8113 9901
- Library of Congress Control Number: n87146392
- MusicBrainz: da6992fb-c980-4f0a-ab16-797a163ddcfd
- Nationale Bibliotheek van Tsjechië: pna2007397652
- Nederlandse Thesaurus van Auteursnamen: 134809785
- LIBRIS: 285067
- SNAC: w6vx0t52
- Système universitaire de documentation: 130326143
- Virtual International Authority File: 34722122
- WorldCat: E39PBJxrXTRfKVj393b3wCpByd